# 早稲田通り

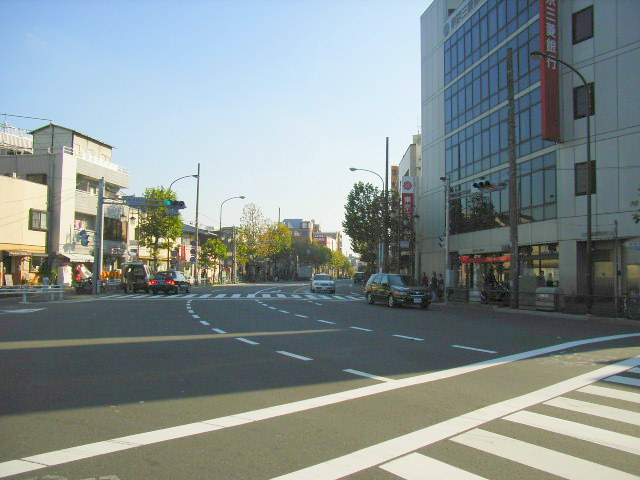
西早稲田交差点（2004年12月）

早稲田通り（わせだどおり）は、東京都千代田区から杉並区に至る道路区間の通称（東京都通称道路名）である。東京都道・埼玉県道25号飯田橋石神井新座線の一部と、東京都道438号向井町新町線の全線から構成される。かつては昭和通りと呼ばれた。
本項では、杉並区にて早稲田通りから分岐し、練馬区に至る旧早稲田通り（きゅうわせだどおり）についても説明する。

## 概要
千代田区九段北の田安門交差点（靖国通り）から新宿区西早稲田、中野区中野などを経由し、杉並区上井草（青梅街道）に至る。起点では靖国通りから北西へ進行するが、徐々に西北西に向きを変え、終点では西南西に向けて青梅街道へ接続する。旧早稲田通りは途中の杉並区本天沼二丁目交差点から北西へ行き、練馬区石神井台に至る。いずれの名称も東京都建設局によって付与されたものである。また早稲田通りのうち、神楽坂下交差点～神楽坂上交差点（新宿区区内）の区間については、新宿区により「神楽坂通り」の通称も与えられている。
新宿区の神楽坂通り区間は午前は東行き、午後は西行きの逆転式一方通行が設定されているほか、旧早稲田通りの終点付近も起点に向かう一方通行となっている。
早稲田通りという通称はもともと「田安門〜保谷新道交点」について設定されていた。しかし、1984年（昭和59年）に「田安門～井草八幡前」に変更されると同時に、この改正で早稲田通りの指定から外れた「本天沼二丁目～保谷新道交点」の区間については、旧早稲田通りという通称が設定された。2017年現在、旧早稲田通りの通称は富士街道交点までの区間についてのみ設定されており、残りの富士街道交点～保谷新道交点区間には設定されていない。

## 起終点
早稲田通り
- 起点：田安門交差点（千代田区九段北2[3]） - 東京都道302号新宿両国線（靖国通り）交点[注 1]
- 終点：井草八幡前交差点（杉並区上井草4[3]） - 東京都道・埼玉県道4号東京所沢線（青梅街道）交点

旧早稲田通り
- 起点：本天沼二丁目交差点（杉並区下井草1[3]） - 東京都道・埼玉県道25号飯田橋石神井新座線・東京都道438号向井町新町線（早稲田通り）交点
- 終点：（交差点名称無し）（練馬区石神井台5[3]） - 東京都道8号千代田練馬田無線（富士街道）交点

## 構成道路
早稲田通り
- 東京都道・埼玉県道25号飯田橋石神井新座線 - 神楽坂上～本天沼二丁目
- 東京都道438号向井町新町線 - 本天沼二丁目～井草八幡前（全線）

起点から神楽坂上までは、区道（千代田区・新宿区）に属する。
旧早稲田通り
- 東京都道・埼玉県道25号飯田橋石神井新座線 - 本天沼二丁目～石神井台五丁目

## 通過する自治体
早稲田通り
- 東京都
  - 千代田区
  - 新宿区
  - 中野区
  - 杉並区

旧早稲田通り
- 東京都
  - 杉並区
  - 練馬区

## 交差・接続している道路
早稲田通り
- 東京都道302号新宿両国線（内堀通り） - 田安門（起点）
- 東京都道405号外濠環状線（外堀通り） - 神楽坂下
- 東京都道・埼玉県道25号飯田橋石神井新座線・東京都道433号神楽坂高円寺線（大久保通り） - 神楽坂上
- 東京都道319号環状三号線（外苑東通り） - 弁天町
- 東京都道・埼玉県道25号飯田橋石神井新座線（支線）（諏訪通り） - 馬場下町
- 東京都道305号芝新宿王子線（明治通り） - 馬場口
- 東京都道317号環状六号線（山手通り） - 上落合2
- 東京都道420号鮫洲大山線（中野通り） - 新井
- 東京都道318号環状七号線（環七通り） - 大和陸橋
- 東京都道427号瀬田貫井線（中杉通り） - 阿佐谷北6
- 東京都道・埼玉県道25号飯田橋石神井新座線（旧早稲田通り） - 本天沼2
- 東京都道311号環状八号線（環八通り） - 清水3
- 東京都道・埼玉県道4号東京所沢線（青梅街道） - 井草八幡前（終点）

旧早稲田通り
- 東京都道25号飯田橋石神井新座線・東京都道438号向井町新町線（早稲田通り） - 本天沼2（起点）
- 東京都道440号落合井草線（新青梅街道、交差点名称無し） - 八成小学校、井草公園前
- 東京都道439号椎名町上石神井線（千川通り） - 八成橋
- 東京都道311号環状八号線（環八通り）
- 東京都道444号下石神井大泉線（井草通り） - 石神井小前
- 東京都道8号千代田練馬田無線（富士街道、交差点名称無し）

## 沿線の主な施設

### 千代田区
- 日本武道館
- 靖国神社
- 九段下駅
- 日本歯科大学（飯田橋キャンパス）

### 新宿区
- 飯田橋駅
- 地域医療機能推進機構東京新宿メディカルセンター（旧称:東京厚生年金病院）
- 牛込消防署
- 神楽坂駅
- 早稲田駅
- 穴八幡宮
- 学習院大学
- 早稲田大学（早稲田キャンパス・戸山キャンパス）
- 早稲田松竹
- 高田馬場駅
- 落合駅

東京メトロ東西線が神楽坂駅〜落合駅間で当道路の地下を通っている。

### 中野区
- 都営バス小滝橋営業所
- 関東バス本社
- 落合郵便局
- 東中野駅
- 中野ブロードウェイ
- 中野駅
- 中野区役所
- 中野サンプラザ
- 中野四季の街
- 野方警察署
- 東京警察病院
- 早稲田大学（中野キャンパス）

### 杉並区
- 高円寺駅
- 阿佐ケ谷駅
- 関東バス阿佐谷営業所
- 下井草駅
- 井草八幡宮